# 亞當斯維爾 (密歇根州)
亞當斯維爾（英語：Adamsville）是位於美國密歇根州卡斯縣的一個非建制地區。

## 地理
亞當斯維爾所處的海拔為高於海平面250米（即820英呎），而該地所採用的時區為UTC-5，即北美东部時區（EST）。同時該地設有夏令時間，為UTC-5調快一小時，即UTC-4（EDT）。